# Halálos balesetek a rali-világbajnokságokon
Ez a lista a Rali-világbajnokságban (WRC) és annak elődjében, a Gyártók nemzetközi bajnokságban (IMC) elhunyt versenyzőit és navigátorait tartalmazza.
A B-csoport idejében történt a legtöbb végzetes kimenetelű baleset. 1986-ban, mindössze órákkal Henri Toivonen Korzika-ralin elszenvedett halálos balesetét követően a Nemzetközi Sportjáték Tanácsnak (FISA) elnöke Jean-Marie Balestre betiltotta a B-csoportos versenyautókat az 1987-es idényre. Azonban az 1989-es szezonban öt résztvevő vesztette életét az idény első három raliján. A világbajnokság megalakulása óta 12 versenyző és 13 navigátor vesztette életét raliversenyen.

## Elhunyt versenyzők

### Gyártók nemzetközi bajnoksága (IMC)
| Versenyző           | Dátum             | Rali            | Autó            | Esemény    | Forrás |
| ------------------- | ----------------- | --------------- | --------------- | ---------- | ------ |
| Morinisi Eiicsi     | 1970. február     | Szafari rali    | Datsun 1600 SSS | Felderítés | [ 2 ]  |
| David Ndahura       | 1970. március 28. | Szafari rali    | Peugeot 404     | Rali       | [ 2 ]  |
| Cyrus Kamundia      | 1971. március     | Szafari rali    | Datsun          | Felderítés | [ 2 ]  |
| Christian Serradori | 1971. június 25.  | Coupe des Alpes | Lancia Fulvia   | Rali       | [ 2 ]  |

### Rali-világbajnokság (WRC)
| Versenyző        | Dátum               | Rali             | Autó                   | Esemény    | Forrás |
| ---------------- | ------------------- | ---------------- | ---------------------- | ---------- | ------ |
| Tomas Fuchs      | 1982. augusztus 14. | Rallye do Brasil | Fiat 147               | Rali       | [ 3 ]  |
| Attilio Bettega  | 1985. május 2.      | Korzika-rali     | Lancia 037             | Rali       | [ 4 ]  |
| Henri Toivonen   | 1986. május 2.      | Korzika-rali     | Lancia Delta S4        | Rali       | [ 1 ]  |
| Jean-Marc Dubois | 1988. október 11.   | Sanremo-rali     | Citroën AX Sport       | Rali       | [ 5 ]  |
| George Mignot    | 1989. január 2.     | Svéd-rali        | Volkswagen Golf        | Felderítés | [ 6 ]  |
| Lars-Erik Torph  | 1989. január 23.    | Monte-Carlo-rali | Lancia Delta Integrale | Rali[a]    | [ 7 ]  |
| Augusto Mendes   | 1989. március 1.    | Portugál rali    | Opel Kadett GSI        | Rali       | [ 2 ]  |
| Craig Breen      | 2023. április 13.   | Horvát rali      | Hyundai i20 N Rally1   | teszt      | [ 8 ]  |

## Elhunyt navigátorok

### Gyártók nemzetközi bajnoksága (IMC)
| Navigátor      | Dátum            | Rali            | Autó          | Esemény | Forrás |
| -------------- | ---------------- | --------------- | ------------- | ------- | ------ |
| Yves Serradori | 1971. június 25. | Coupe des Alpes | Lancia Fulvia | Rali    | [ 2 ]  |

### Rali-világbajnokság (WRC)
| Navigátor             | Dátum                | Rali             | Autó                   | Esemény    | Forrás |
| --------------------- | -------------------- | ---------------- | ---------------------- | ---------- | ------ |
| Seppo Jämsä           | 1974. augusztus 2.   | Finn rali        | Morris Mini 850        | Rali       | [ 9 ]  |
| Don Daly              | 1976. november 27.   | Brit rali        | Saab 99 EMS            | Rali       | [ 2 ]  |
| Reijo Nygren          | 1983. augusztus 26.  | Finn rali        | Ford Escort RS         | Rali       | [ 10 ] |
| Sergio Cresto         | 1986. május 2.       | Korzika-rali     | Lancia Delta S4        | Rali       | [ 1 ]  |
| Jean-Michel Argenti   | 1987. május 7.       | Korzika-rali     | Peugeot 205 GTI        | Rali       | [ 2 ]  |
| Robert Moynier        | 1988. október 11.    | Sanremo-rali     | Citroën AX Sport       | Rali       | [ 11 ] |
| Bernard de Lathuy     | 1989. január 2.      | Svéd-rali        | Volkswagen Golf        | Felderítés | [ 6 ]  |
| Bertil-Rune Rehnfeldt | 1989. január 23.     | Monte-Carlo-rali | Lancia Delta Integrale | Rali[a]    | [ 7 ]  |
| Francis Malaussene    | 1990. január 22.     | Monte-Carlo-rali | Renault 5 GT Turbo     | Rali       | [ 12 ] |
| Rodger Freeth         | 1993. szeptember 18. | Ausztrál rali    | Subaru Legacy RS       | Rali       | [ 13 ] |
| Michael Park          | 2005. szeptember 18. | Brit rali        | Peugeot 307 WRC        | Rali       | [ 14 ] |
| Jörg Bastuck          | 2006. március 24.    | Katalán rali     | Citroën C2 Super 1600  | Rali       | [ 15 ] |

## Elhunyt csapattagok
| Csapattag       | Dátum                | Rali                  | Szerep      | Forrás |
| --------------- | -------------------- | --------------------- | ----------- | ------ |
| Carlino Dacista | 1975. március 28.    | Szafari rali          | Szerelő     | [ 16 ] |
| Brian Fernandez | 1975. március 28.    | Szafari rali          | Szerelő     | [ 16 ] |
| Willie Uis      | 1975. március 28.    | Szafari rali          | Szerelő     | [ 16 ] |
| Bernard Balmer  | 1978. január 23.     | Monte-Carlo-rali      | Szerelő     | [ 17 ] |
| Georges Reinier | 1978. január 23.     | Monte-Carlo-rali      | Szerelő     | [ 17 ] |
| Henry Liddon    | 1987. szeptember 23. | Elefántcsontpart rali | Menedzser   | [ 18 ] |
| Nigel Harris    | 1987. szeptember 23. | Elefántcsontpart rali | Asszisztens | [ 18 ] |
| Ismeretlen      | 1987. szeptember 23. | Elefántcsontpart rali | Ismeretlen  | [ 18 ] |
| Ismeretlen      | 1987. szeptember 23. | Elefántcsontpart rali | Ismeretlen  | [ 18 ] |
| Mark Trower     | 1996. április 5.     | Szafari rali          | Szerelő     | [ 19 ] |
| Mark Thompson   | 1996. április 5.     | Szafari rali          | Szerelő     | [ 19 ] |
| Pascale Trower  | 1996. április 5.     | Szafari rali          | Szerelő     | [ 19 ] |

## Elhunyt hivatalnok
| Hivatalnok | Dátum               | Rali      | Forrás |
| ---------- | ------------------- | --------- | ------ |
| Raul Falin | 1981. augusztus 28. | Finn rali | [ 20 ] |

## Elhunyt nézők
| Néző              | Dátum               | Rali             | Forrás |
| ----------------- | ------------------- | ---------------- | ------ |
| 9 ismeretlen néző | 1978. március 23.   | Szafari rali     | [ 21 ] |
| 3 ismeretlen néző | 1986. március 5.    | Portugál rali    | [ 22 ] |
| Ismeretlen        | 1996. augusztus 23. | Finn rali        | [ 23 ] |
| Ismeretlen        | 2017. január 20.    | Monte-Carlo-rali | [ 24 ] |

Megjegyzések:
- ↑ a: : Lars-Erik Torph és Bertil-Rune Rehnfeldt mindössze a felderítést teljesítették a rali során. Az ötödik szakaszon nézőként vettek részt, amikor Alex Fiorio elvesztette az irányítást a Lancia Delta Integrale versenyautója felett és 145 km/h-s sebességgel elütötte őket.